# Atanazy (Teocharous)
Atanazy, imię świeckie Atanasios Teocharous (ur. 20 listopada 1943 w Maratowunos) – cypryjski duchowny prawosławny w jurysdykcji Patriarchatu Konstantynopola, od 1997 biskup pomocniczy arcybiskupstwa Tiatyry i Wielkiej Brytanii ze stolicą tytularną w Tropajonie.

## Życiorys
6 sierpnia 1969 przyjął święcenia diakonatu, a 10 sierpnia tegoż roku – prezbiteratu. 12 kwietnia 1997 otrzymał chirotonię biskupią.